# 凌空街道
凌空街道，是中华人民共和国辽宁省沈阳市铁西区下辖的一个乡镇级行政单位。社区位于原浑河机场和沈阳滑翔机制造厂地块，1984年改造为住宅区。

## 行政区划
凌空街道下辖以下地区：
一小区社区、二小区社区、滑翔西社区、五小区社区、六小区社区、七小区社区、九小区社区、沈辽东路社区、飞翔路社区、永合社区、永善社区、光学社区、光辉社区、红艳路社区、红昌社区、红盛社区、艳阳社区、艳华社区、艳粉街社区、爱心社区、滑翔东社区、三小区社区和惠盛苑社区。